# Oblimopa multistriata

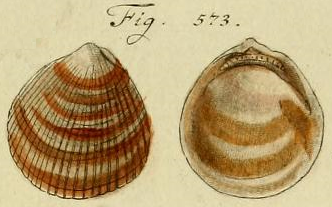
Typusexemplar von Oblimopa multistriata (aus Chemnitz, vol. 7, 1784, Taf. 58, Fig. 573)

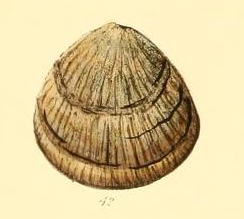
Oblimopa multistriata (aus Reeve, 1843 Pectunculus, Taf. 7, Fig. 42)

Oblimopa multistriata ist eine Muschel-Art aus der Familie der Limopsidae in der Ordnung der Arcida. Die im westlichen Pazifik und Indischen Ozean einschließlich des Roten Meeres beheimatete Art war 1927 schon in den Sueskanal vorgedrungen und wurde in den 1970er Jahren auch der Küste Israels nachgewiesen. Sie scheint sich dort aber nicht etabliert zu haben, denn seither gelangen keine neuen Funde.

## Merkmale
Das gleichklappige, stark abgeflachte Gehäuse hat eine maximale Länge von 30 mm. Es ist etwa so hoch wie lang und im Umriss annähernd rund, nur sehr leicht schief. Es ist damit fast gleichseitig, die Wirbel sitzen in der Mittellinie des Gehäuses. Die kleinen, flachen Wirbel sind senkrecht zur Gehäuselängsachse eingerollt. Das Gehäuse ist lediglich am Hinterrand etwas abgestutzt, ansonsten weicht es kaum von der runden Umrisslinie ab.
Das kleine Ligament sitzt extern in einer dreieckigen Grube unter den Wirbeln aber oberhalb der Schlossplatte. Die taxodonte Schlossplatte ist gekrümmt, angepasst an die Rundung des Gehäuses. Die Zähnchen sind in zwei Gruppen geordnet. Der vordere Bereich hat in der Mitte bereits kräftige Zähne, die leicht nach außen gebogen sind. Der hintere Bereich hat ein paar Zähnchen mehr.
Die weißliche, aus Aragonit bestehende Schale ist dick und festschalig. Die Ornamentierung besteht aus feinen Rippen, die sich mit konzentrischen Linien kreuzen. Die konzentrischen Linien schwächen sich mit zunehmendem Alter ab, sodass in adulten Gehäusen nur noch der Wirbelbereich ein netzförmiges Muster aufweist. Das hellbraune bis gelbbraune Periostrakum ist am Gehäuserand zu feinen Borsten ausgezogen, ansonsten ist es dick und persistierend. Innen ist die Schale weiß, im unteren Gehäuseteil mit einem orangefarben getönten, dem Gehäuserand folgenden Bogen. Der innere Gehäuserand ist glatt.

## Geographische Verbreitung, Lebensraum und Lebensweise
Das Verbreitungsgebiet erstreckt sich vom westlichen Pazifischen Ozean über den Indischen Ozean bis ins Rote Meer.
Schon 1927 wurde die Art im Sueskanal nachgewiesen. Doch erst 1965 wurde ein Exemplar an der Küste Israels gefunden. Da bisher keine weiteren Exemplare nachgewiesen wurden, ist davon auszugehen, dass sich die Art bisher (noch?) nicht im Mittelmeer etabliert hat.
Die Tiere leben auf Sand-, Feinkies und Kiesböden im flachen Wasser. Das Exemplar, das im Mittelmeer gefunden wurde, wurde aus 48 Meter Wassertiefe gedredged. Sie leben auf dem Sediment entweder festgeheftet mit einigen Byssusfäden oder sich aktiv bewegend. Es sind Suspensionsfiltrierer.

## Taxonomie
Die Beschreibung des Taxon durch Peter Forsskål wurde 1775 posthum durch Carsten Niebuhr veröffentlicht. Die ursprüngliche Kombination war Arca multistriata. Peter Forsskål war schon 1763 auf einer Forschungsreise im Jemen an Malaria gestorben. Markus Huber wählte das in Chemnitz (Neues systematisches Conchylien-Cabinet, Band 7) abgebildete Exemplar zum Typusexemplar.
Das Taxon wird von der MolluscaBase zur Gattung Oblimopa Iredale, 1939 gestellt.